# Мадзано
Мадза́но, Маццано (итал. Mazzano) — коммуна в Италии, в провинции Брешиа области Ломбардия.
Население составляет 11 280 человек (2008 г.), плотность населения составляет 715 чел./км². Занимает площадь 15 7 км². Почтовый индекс — 25080. Телефонный код — 030.
Покровителем населённого пункта считается святой San Rocco (Mazzano).

## История
В 1861 году на момент основания королевства Италия население Маццано составляло 1256 человек.
Он был включен в мандат IV Реццато, в свою очередь, принадлежащий окружению V Брешии провинции, имеющей такую же столицу.
Согласно королевскому указу от 11 марта 1928 года № 549, в Маццано была объединена территория подавленного муниципалитета Чиливерге, который с тех пор вместе с Молинетто стал деревней.

## Демография
Динамика населения:

## Спорт
Штаб-квартира футбольного клуба Ciliverghe A. S. D. находится в муниципалитете, который играет на муниципальном стадионе Маццано, расположенном на улице Виа Мадзини.
С 2022 года в Загородном парке Чиливерге проходит велогонка по маршруту, который вьется в том же парке, пока не примыкает к древнему кладбищу Лазаретто. Гонка организована под эгидой FCI (Federazione Italiana Ciclismo) и называется CX Verche. В 2023 году участникам гонки вручили майки провинциальных чемпионов по велокроссу.

## Города-побратимы
- Сен-Жермен-де-Фоссе, Франция

## Администрация коммуны
- Официальный сайт: